# 水蛇座ι
水蛇座ι，又名CP-77 134，HD 21024、SAO 255973、HR 1025，是水蛇座的一颗恒星，视星等为5.52，位于銀經293.66，銀緯-37.01，其B1900.0坐标为赤經3h 18m 26.6s，赤緯-77° -37.01′ 12″。